# Marjori Echenique
Marjori Echenique (Maracay, Venezuela, 10 de marzo de 1980) es una médico cirujano venezolana, especialista en cirugía bariátrica. Forma parte del equipo pionero de la técnica de puertos reducidos.
Ha realizado investigaciones en conjunto que han sido presentadas en el Congreso Nacional de la Sociedad Venezolana de Cirugía Bariátrica y Metabólica y en la Federación Internacional de Cirugía de Obesidad y Trastornos Metabólicos. Uno de ellos, Evaluación intraoperatoria de la distensibilidad de la unión gastroesofágica en fundoplicatura antirreflujo, recibió el Premio Nacional de Gastroenterología. Fue la cirujano de la animadora y actriz venezolana, Mariángel Ruiz.